# トリッキー・スチュワート
トリッキー・スチュワート（Tricky Stewart、本名：Christopher Alan Stewart、1974年1月4日 - ）は、アメリカ合衆国イリノイ州出身の音楽プロデューサー。主にR&Bやポップ・ミュージックを制作している。音楽プロデューサーのザ・ドリームと共に数々のヒット曲を生み出したことで知られている。

## 生い立ちと音楽活動
1999年、スチュワートがプロデュースしたJT Moneyの「Who Dat feat. Solé」が、全米5位のヒットを記録する。
2003年、プロデュースしたブリトニー・スピアーズの「ミー・アゲインスト・ザ・ミュージック(Me Against the Music) feat. Madonna」がイギリス、カナダ、オーストラリアなど世界各国で1位を記録し、スチュワートにとって初めての世界的ヒット曲となる。
2007年、プロデュースしたリアーナの「アンブレラ (Umbrella) feat. Jay-Z」がアメリカを含む世界各国で1位を記録し、スチュワートにとって初の全米No.1ヒットとなった。第50回グラミー賞ではBest Rap/Sung Collaboration賞を受賞、更にRecord of the Year賞、Song of the Year賞の2部門にもノミネートされた。
2008年、プロデュースしたビヨンセの「シングル・レディース (プット・ア・リング・オン・イット)」、マライア・キャリーの「タッチ・マイ・ボディ」が全米1位を記録する。
2010年、プロデュースしたジャスティン・ビーバーの「ベイビー(Baby)」が世界規模のヒット曲となる。

## 主なプロデュース作品
プロダクション参加作品一覧は英語版「en:Tricky Stewart#Discography」を参照

以下はセールスまたは批評的に成功した作品を抜粋したもの

- Who Dat feat. Solé / JT Money （1999年）
- 4, 5, 6" feat. JT Money and Kandi / Solé （1999年）
- Case of the Ex / Mýa （2000年）
- ミー・アゲインスト・ザ・ミュージック - Me Against the Music feat. Madonna / Britney Spears （2003年）
- アンブレラ - Umbrella feat. Jay-Z / Rihanna （2007年）
- Just Fine / Mary J. Blige （2007年）
- Suffocate / J. Holiday （2007年）
- Falsetto / The-Dream （2007年）
- I Luv Your Girl feat. Young Jeezy / The-Dream （2007年）
- タッチ・マイ・ボディ - Touch My Body / Mariah Carey （2008年）
- Leavin' / Jesse McCartney （2008年）
- シングル・レディース (プット・ア・リング・オン・イット) - Single Ladies (Put a Ring on It) / Beyoncé （2008年）
- Throw It in the Bag feat. The-Dream / Fabolous （2009年）
- Obsessed / Mariah Carey （2009年）
- One Time / Justin Bieber （2009年）
- Gangsta Luv feat. The-Dream / Snoop Dogg （2009年）
- Hard feat. Young Jeezy / Rihanna （2009年）
- ベイビー - Baby feat. Ludacris / Justin Bieber （2010年）
- Novacane / Frank Ocean （2011年）